# Heere
Heere település Németországban, azon belül Alsó-Szászország tartományban. Lakosainak száma 1065 fő (2023. december 31.). Heere Sehlde és Haverlah községekkel határos.

## Népesség
A település népességének változása:
| Lakosok száma | 1127 | 1114 | 1115 | 1112 | 1076 | 1058 | 1065 |
|               | 2015 | 2016 | 2017 | 2019 | 2021 | 2022 | 2023 |